# Eredivisie 2020-21
L'Eredivisie 2020-21 va ser la 64a edició de l'Eredivisie, la primera divisió de futbol neerlandesa. La temporada va començar el 12 de setembre de 2020 i va finalitzar el 16 de maig de 2021. L'AFC Ajax es proclamà campió per 35a vegada.

## Equips
Un total de 18 equips participen a la lliga. No hi va haver canvis en la composició de la lliga a causa de la pandèmia de COVID-19.

### Estadis i localitzacions
| Club             | Lloc       | Seu                              | Capacitat |
| ---------------- | ---------- | -------------------------------- | --------- |
| ADO Den Haag     | The Hague  | Cars Jeans Stadion               | 15,000    |
| AFC Ajax         | Amsterdam  | Johan Cruijff ArenA              | 55,500    |
| AZ Alkmaar       | Alkmaar    | AFAS Stadion                     | 17,023    |
| FC Emmen         | Emmen      | De Oude Meerdijk                 | 08,600    |
| Feyenoord        | Rotterdam  | De Kuip                          | 52,000    |
| Fortuna Sittard  | Sittard    | Fortuna Sittard Stadion          | 10,300    |
| FC Groningen     | Groningen  | Hitachi Capital Mobility Stadion | 22,550    |
| SC Heerenveen    | Heerenveen | Abe Lenstra Stadion              | 27,224    |
| Heracles Almelo  | Almelo     | Erve Asito                       | 12,080    |
| PEC Zwolle       | Zwolle     | MAC³PARK stadion                 | 14,000    |
| PSV              | Eindhoven  | Philips Stadion                  | 36,500    |
| RKC Waalwijk     | Waalwijk   | Mandemakers Stadion              | 07,500    |
| Sparta Rotterdam | Rotterdam  | Spartastadion Het Kasteel        | 11,000    |
| FC Twente        | Enschede   | De Grolsch Veste                 | 30,205    |
| FC Utrecht       | Utrecht    | Stadion Galgenwaard              | 23,750    |
| SBV Vitesse      | Arnhem     | GelreDome                        | 21,248    |
| VVV-Venlo        | Venlo      | Covebo Stadion – De Koel         | 08,000    |
| Willem II        | Tilburg    | Koning Willem II Stadion         | 14,500    |

### Personal i equipació
Nota: Les banderes indiquen l'equip nacional tal com s'ha definit a les regles d'elegibilitat de la FIFA. Els jugadors i entrenadors poden tenir més d'una nacionalitat no FIFA.
| Equip            | Entrenador               | Capità           | Fabricant de l'equipació | Espònsor de la samarreta           |
| ---------------- | ------------------------ | ---------------- | ------------------------ | ---------------------------------- |
| ADO Den Haag     | Ruud Brood               | Daryl Janmaat    | Erreà                    | Cars Jeans                         |
| AFC Ajax         | Erik ten Hag             | Dušan Tadić      | Adidas                   | Ziggo                              |
| AZ Alkmaar       | Pascal Jansen (ad int.)  | Teun Koopmeiners | Nike                     | AFAS Software                      |
| FC Emmen         | Dick Lukkien             | Michael de Leeuw | Hummel                   | EasyToys                           |
| Feyenoord        | Dick Advocaat            | Steven Berghuis  | Adidas                   | Droomparken                        |
| Fortuna Sittard  | Sjors Ultee              | Ben Rienstra     | Masita                   | Hurkmans Groep                     |
| FC Groningen     | Danny Buijs              | Arjen Robben     | Puma                     | Office Centre                      |
| sc Heerenveen    | Johnny Jansen            | Henk Veerman     | Jako                     | Ausnutria                          |
| Heracles Almelo  | Frank Wormuth            | Robin Pröpper    | Acerbis                  | Asito                              |
| PEC Zwolle       | Bert Konterman (ad int.) | Bram van Polen   | Craft                    | Molecaten                          |
| PSV              | Roger Schmidt            | Denzel Dumfries  | Puma                     | Metropoolregio Brainport Eindhoven |
| RKC Waalwijk     | Fred Grim                | Anas Tahiri      | Stanno                   | Willy Naessens                     |
| Sparta Rotterdam | Henk Fraser              | Adil Auassar     | Robey                    | D&S Groep                          |
| FC Twente        | Ron Jans                 | Wout Brama       | Meyba                    | Pure Energie                       |
| FC Utrecht       | René Hake                | Willem Janssen   | Nike                     | T-Mobile                           |
| SBV Vitesse      | Thomas Letsch            | Remko Pasveer    | Nike                     | Waterontharder.com                 |
| VVV-Venlo        | Jos Luhukay              | Danny Post       | Masita                   | Seacon Logistics                   |
| Willem II        | Željko Petrović          | Jordens Peters   | Robey                    | DESTIL                             |

### Canvis d'entrenador
| Equip           | Entrenador sortint        | Tipus de sortida    | Data de sortida  | Posició a la taula | Substituït per            | Data de nomenament | Ref.          |
| --------------- | ------------------------- | ------------------- | ---------------- | ------------------ | ------------------------- | ------------------ | ------------- |
| ADO Den Haag    | Alan Pardew               | Fi de contracte     | 30 juny 2020     | Pretemporada       | Aleksandar Ranković       | 1 juliol 2020      | [ 1 ]         |
| Fortuna Sittard | Sjors Ultee               | Diferent rol        | 30 juny 2020     | Pretemporada       | Kevin Hofland             | 1 juliol 2020      | [ 2 ]         |
| PSV             | Ernest Faber (ad int.)    | Fi de l'interinatge | 30 juny 2020     | Pretemporada       | Roger Schmidt             | 1 juliol 2020      | [ 3 ]         |
| FC Twente       | Gonzalo García García     | Fi de contracte     | 30 juny 2020     | Pretemporada       | Ron Jans                  | 1 juliol 2020      | [ 4 ]         |
| SBV Vitesse     | Edward Sturing (ad int.)  | Fi de l'interinatge | 30 juny 2020     | Pretemporada       | Thomas Letsch             | 1 juliol 2020      | [ 5 ]         |
| FC Utrecht      | John van den Brom         | Fitxat pel KRC Genk | 7 novembre 2020  | 8è                 | René Hake                 | 7 novembre 2020    | [ 6 ]         |
| ADO Den Haag    | Aleksandar Ranković       | Cessat              | 8 novembre 2020  | 16è                | Ruud Brood                | 10 novembre 2020   | [ 7 ] [ 8 ]   |
| Fortuna Sittard | Kevin Hofland             | Cessat              | 11 novembre 2020 | 18è                | Sjors Ultee               | 2 desembre 2020    | [ 9 ] [ 10 ]  |
| AZ Alkmaar      | Arne Slot                 | Cessat              | 4 desembre 2020  | 7è                 | Pascal Jansen (ad int.)   | 4 desembre 2020    | [ 11 ]        |
| Willem II       | Adrie Koster              | Cessat              | 26 gener 2021    | 17è                | Željko Petrović           | 29 gener 2021      | [ 12 ] [ 13 ] |
| PEC Zwolle      | John Stegeman             | Cessat              | 20 febrer 2021   | 13è                | Lee-Roy Echteld (ad int.) | 24 febrer 2021     | [ 14 ] [ 15 ] |
| PEC Zwolle      | Lee-Roy Echteld (ad int.) | Fi de l'interinatge | 27 febrer 2021   | 12è                | Bert Konterman (ad int.)  | 27 febrer 2021     | [ 14 ] [ 15 ] |
| VVV-Venlo       | Hans de Koning            | Cessat              | 16 març 2021     | 15è                | Jos Luhukay               | 17 març 2021       | [ 16 ] [ 17 ] |

## Classificació
A 18 maig 2021

## Golejadors
A 18 maig 2021
| Pos | Jugador             | Club      | Gols |
| --- | ------------------- | --------- | ---- |
| 1   | Giorgos Giakoumakis | Venlo     | 26   |
| 2   | Donyell Malen       | PSV       | 19   |
| 3   | Steven Berghuis     | Feyenoord | 17   |
| 3   | Danilo              | Twente    | 17   |
| 5   | Rai Vloet           | Heracles  | 16   |
| 6   | Teun Koopmeiers     | AZ        | 15   |
| 7   | Dušan Tadić         | Ajax      | 14   |
| 7   | Henk Veerman        | Heerenven | 14   |

## Play-Offs de classificació a Lliga Conferència
Els quatre equips millor classificats de la lliga que no estaven classificats per les copes d'Europa competirien per un lloc a la segona ronda classificatòria de la Lliga Europa Conferència de la UEFA 2021-22.
|  | Semifinals           | Semifinals |   |  | Final                | Final |  |
|  |                      |            |   |  |                      |       |  |
|  | 19 de maig - (21:00) |            |   |  |                      |       |  |
|  | Feyenoord            | 2          |   |  |                      |       |  |
|  | Sparta Rotterdam     | 0          |   |  |                      |       |  |
|  |                      |            |   |  |                      |       |  |
|  |                      |            |   |  | 22 de maig - (12:15) |       |  |
|  |                      |            |   |  | Feyenoord            | 2     |  |
|  |                      | FC Utrecht | 0 |  |                      |       |  |
|  |                      |            |   |  |                      |       |  |
|  |                      |            |   |  |                      |       |  |
|  |                      |            |   |  |                      |       |  |
|  | 19 de maig - (18:00) |            |   |  |                      |       |  |
|  | FC Utrecht           | 1          |   |  |                      |       |  |
|  | FC Groningen         | 0          |   |  |                      |       |  |

### Semifinals
| 19 maig 2021 | Feyenoord                                  | 2–0     | Sparta Rotterdam |                                                                       |  |
| 21:00 CEST   | Berghuis 35' (p.) · Beugelsdijk 33' (p.p.) | Informe |                  | Stadion Feijenoord, Rotterdam · 6,500 espectadors · Jochem Kamphuis · |  |

| 19 maig 2021 | FC Utrecht    | 1–0     | FC Groningen |                                                                     |  |
| 18:45 CEST   | Gustafson 77' | Informe |              | Stadion Galgenwaard, Utrecht · 3,000 espectadors · Danny Makkelie · |  |

### Final
| 23 maig 2021 | Feyenoord                    | 2–0     | FC Utrecht |                                                                     |  |
| 12:15 CEST   | Sinisterra 25' · Linssen 90' | Informe |            | Stadion Feijenoord, Rotterdam · 6,500 espectadors · Dennis Higler · |  |

El Feyenoord classifica la segona ronda prèvia de la Lliga Conferència 2021-22.

## Play-off de descens
El 16è lloc de la lliga juntament amb sis equips ben classificats de l'Eerste Divisie 2020-21 que no van ascendir, competiran per un lloc a l'Eredivisie 2021-22. Els perdedors, en canvi, participaran a l'Eerste Divisie 2021-22.

### Equips
| Equip         | Classificació    |
| ------------- | ---------------- |
| Emmen         | 16è (Eredivisie) |
| De Graafschap | 3r (Eerste)      |
| Almere City   | 4t (Eerste)      |
| NAC Breda     | 5è (Eerste)      |
| Volendam      | 6è (Eerste)      |
| NEC Nimega    | 7è (Eerste)      |
| Roda JC       | 8è (Eerste)      |

### Jornada 1
| 15 maig 2021 | NAC Breda                                             | 4–1     | FC Volendam    |                                                               |  |
| 16:30 CEST   | De Rooij 33' · Adilehou 52' · Fiorini 65' · Maria 86' | Informe | 26' Mulattieri | Rat Verlegh Stadion, Breda · 0 espectadors · Pol van Boekel · |  |

| 15 maig 2021 | De Graafschap                       | 2–3     | Roda JC                     |                                                                  |  |
| 18:45 CEST   | Van Mieghem 13' · Van de Pavert 37' | Informe | 11' Vente · 72', 75' Goppel | De Vijverberg, Doetinchem · 0 espectadors · Edwin van de Graaf · |  |

| 15 maig 2021 | Almere City | 0–4     | NEC Nimega                                 |                                                       |  |
| 21:00 CEST   |             | Informe | 36', 75' Okita · 40' (p.) Bruijn · 70' Vet | Yanmar Stadion, Almere · 0 espectadors · Kevin Blom · |  |

### Semifinals
| 20 maig 2021 | NEC Nimega                             | 3–0     | Roda JC |                                                                    |  |
| 18:45 CEST   | Van Rooij 5' · Janga 45+2' · Okita 60' | Informe |         | Stadion de Goffert, Nimega · 1,500 espectadors · Jeroen Manschot · |  |

| 20 maig 2021                                 | FC Emmen                                     | 1–1             | NAC Breda                                                 |                                                                 |                                                           |
| 21:00 CEST                                   | Hendriks 80' (p.p.)                          | Informe         | 16' Immers                                                | De Oude Meerdijk, Emmen · 1,200 espectadors · Allard Lindhout · |                                                           |
|                                              |                                              | Tanda de penals |                                                           |                                                                 |                                                           |
| - De Leeuw · Araujo · Veendorp · Bijl · Peña | - De Leeuw · Araujo · Veendorp · Bijl · Peña | 3–4             | - Van Hooijdonk · Fiorini · Jansen · Malone · El Allouchi | - Van Hooijdonk · Fiorini · Jansen · Malone · El Allouchi       | - Van Hooijdonk · Fiorini · Jansen · Malone · El Allouchi |

### Final
| 23 maig 2021 | NAC Breda         | 1–2     | NEC Nimega               |                                                                  |  |
| 18:00 CEST   | Van Hoojidonk 70' | Informe | 26' Odenthal · 89' Okita | Rat Verlegh Stadion, Breda · 3,000 espectadors · Björn Kuipers · |  |

El NEC Nimega ascendeix a la propera edició de l'Eredivisie, mentre que el FC Emmen va ser relegat després de perder del NAC Breda als penals en les semifinals.